# Convair X-6
Le Convair X-6 est un projet d'avion expérimental en vue de développer et d'évaluer un appareil à propulsion nucléaire. Le programme utilise un Convair B-36 modifié comme banc d'essai volant. Le programme est annulé alors que le X-6 définitif et son réacteur nucléaire sont encore en phase d'étude. Le X-6 est l'un des projets d'un vaste programme d'essai visant à développer des réacteurs et des bombardiers stratégiques utilisant l'énergie nucléaire, 7 milliards de dollars sont investis dans l'ensemble du programme de 1946 à 1951. L'intérêt d'une telle propulsion est qu'elle permet à l'appareil, en théorie, de voler des semaines entières sans avoir à être ravitaillé en carburant.

## Historique
En mai 1946, l'USAF lance le programme NEPA (pour Nuclear Energy for the Propulsion of Aircraft), qui est renommé programme ANP (pour Aircraft Nuclear Propulsion) en mai 1951. Ce programme prévoit la modification de deux Convair B-36 afin de tester en vol le principe de propulsion nucléaire, cette partie du programme ANP est connue sous le nom de Projet MX-1589. Le premier appareil doit tester les équipements de protection contre les rayonnements ionisants émis par le réacteur nucléaire et les effets de ces rayonnements sur les éléments constitutifs d'un aéronef. Le deuxième appareil, premier véritable X-6, doit être équipé du système propulsif complet.

### Le NTA (Nuclear Test Aircraft)

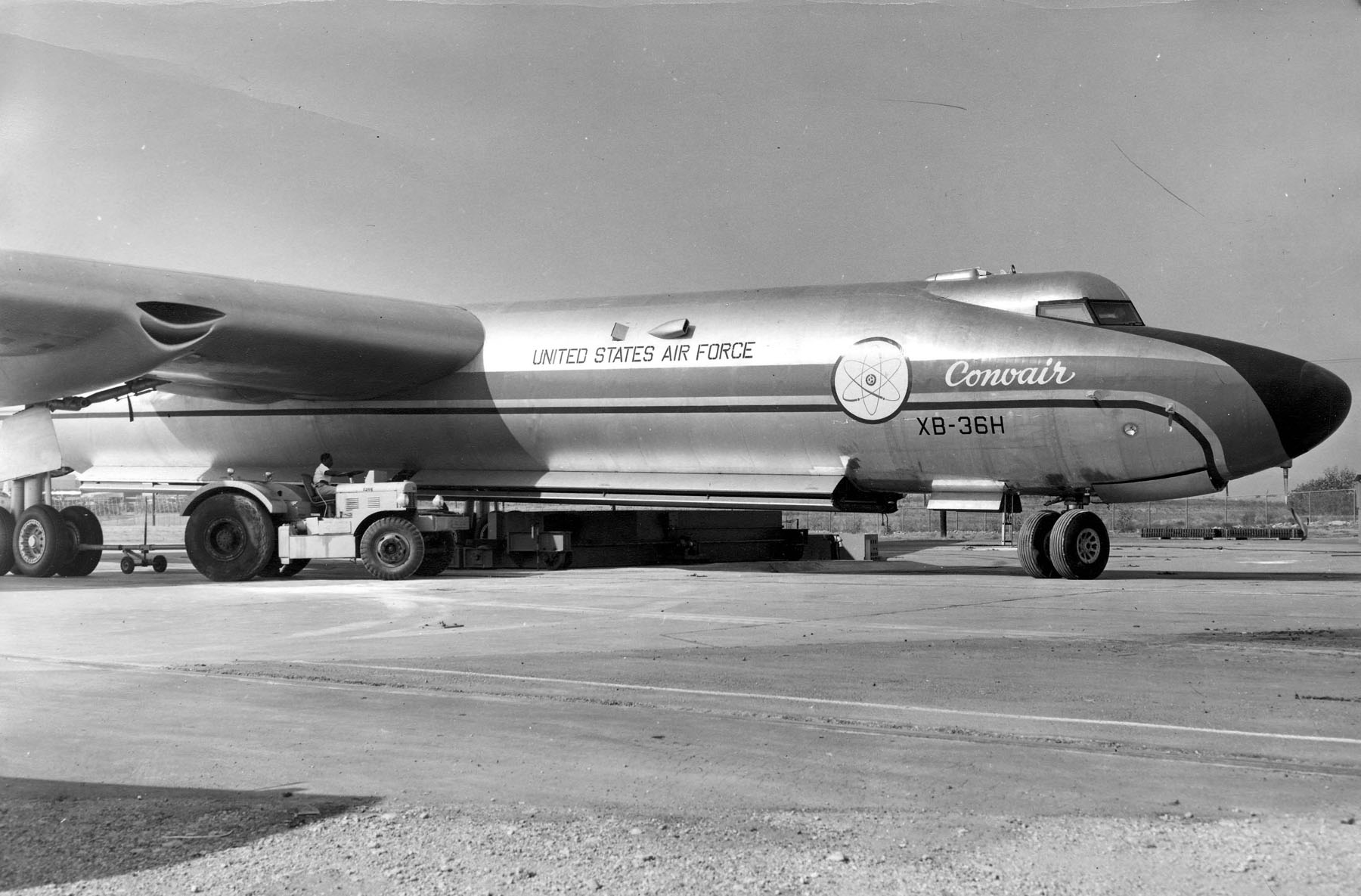
Le Convair NB-36H, banc d'essai volant pour le programme X-6.

Le B-36H-20-CF serial 51-5712, endommagé lors d'une tornade à Carswell AFB le 1er septembre 1952 est transformé en banc d'essai volant pour le programme ANP et baptisé Nuclear Test Aircraft (abrégé en NTA), l'avion est renommé XB-36, puis NB-36H. Il emporte dans sa soute à bombes un réacteur nucléaire de 3 MW refroidi par air baptisé ASTR. Afin de protéger l'équipage des radiations, la section de l'avion avant est entièrement modifiée ; elle reçoit un blindage de plomb et de caoutchouc avec des vitrages en cristal.
Le NTA prend l'air pour la première fois le 17 septembre 1955 et effectue 47 vols d'essai au-dessus du Nouveau-Mexique et du Texas jusqu'au mois de mars 1957. Il totalise 215 heures de vol, dont 89 heures avec le réacteur nucléaire en fonctionnement. En 1958, à la suite de l'abandon du programme ANP, le NB-36H est mis au rebut à Fort Worth et son réacteur nucléaire est déposé et démantelé. Le NTA est le seul cas connu d'appareil américain ayant volé avec un réacteur nucléaire en fonctionnement à son bord.
Le programme de recherche sur les aéronefs à propulsion nucléaire étant abandonné en 1961, le X-6 final visant à tester l'installation propulsive au complet est donc abandonné avant même que la construction de l'appareil ne commence.

### Le projet X-6
Juste avant l'abandon définitif du projet X-6, il est décidé d'utiliser non plus un B-36 mais son successeur, le YB-60 octoréacteur utilisant la cellule du B-36 mais doté d'une aile en flèche, comme future plateforme pour le programme d'essai.
Le X-6 doit être équipé du moteur X39, version « nucléarisée » par General Electric de son J47 et d'un réacteur nucléaire P-1. Le principe de fonctionnement d'un réacteur à propulsion nucléaire est le même que celui d'un réacteur conventionnel : comprimer de l'air grâce à un compresseur, l'échauffer dans une chambre de combustion puis le détendre au travers d'une turbine, cette dernière entraînant le compresseur. La différence étant que dans le cas du réacteur à propulsion nucléaire, l'échauffement de l'air n'est pas obtenu par combustion d'un carburant mais grâce à la chaleur dégagée par un réacteur nucléaire. L'air est donc prélevé en sortie du compresseur, porté à près de 1 000 °C au travers d'un échangeur thermique lié au réacteur nucléaire puis réinjecté en entrée de la turbine. Le réacteur doit aussi pouvoir fonctionner en brûlant du carburant afin de pallier un éventuel dysfonctionnement du réacteur nucléaire.
Un des inconvénients du concept est que le réacteur nucléaire sert à réchauffer l'air fourni par le moteur, mais que l'air fourni par le moteur sert donc aussi à refroidir le réacteur nucléaire. L'installation doit donc être refroidie au sol tant que la réaction nucléaire est en cours. General Electric construit deux prototypes du X39 qui sont actuellement exposés à l'extérieur de l’Experimental Breeder Reactor I à Arco, dans l'Idaho.
Un hangar large de 110 m est construit près de Monteview dans l'Idaho en vue d'accueillir le programme X-6, une piste de 4 572 m de long est aussi prévue mais le programme est arrêté avant même le début des travaux.

### Programme soviétique
Dans les années 1960, le bureau d'étude Tupolev mène des expériences similaires visant à l'utilisation de l'énergie nucléaire pour la propulsion d'avion. Un bombardier Tu-95 est modifié pour embarquer un réacteur nucléaire opérationnel et redésigné Tu-119.